# カタニン
カタニン（英: katanin）は、微小管を切断するAAAタンパク質の1つであり、その名称は「刀」に由来する。カタニンは、ウニで最初に発見されたヘテロ二量体タンパク質である。カタニンを構成するサブユニットの1つは約60 kDaのATPアーゼサブユニット（p60）であり、ヒトではKATNA1遺伝子にコードされる。このサブユニットは微小管を切断する機能を持ち、活性化にはATPと微小管の存在が必要である。もう1つは約80 kDaのサブユニット（p80）であり、ヒトではKATNB1遺伝子にコードされる。このサブユニットはATPアーゼ活性の調節と中心体への局在を担う。

## 作用機構と微小管の長さの調節
β-チューブリンに結合したGTPの加水分解に伴って、微小管プロトフィラメントの構造は直線形から屈曲したコンフォメーションへ変化することが電子顕微鏡を用いた構造解析により明らかにされている。しかしながら、プロトフィラメントが重合した微小管の一部となっている場合には、周囲の格子によって生み出される安定化相互作用によって、GTP加水分解後もサブユニットは直線形のコンフォメーションに固定される。ATPが結合したカタニンは微小管壁上でリング構造へと多量体化し、こうした安定化相互作用を破壊する。また一部のケースでは、多量体化によってカタニンの微小管への親和性が高まり、ATPアーゼ活性が刺激される。この微小管上での多量体構造の形成によってカタニンによるATP加水分解が刺激され、おそらくチューブリンサブユニットの機械的ひずみを生じさせるようなコンフォメーション変化が生じることで、微小管格子内の相互作用が不安定化される。コンフォメーション変化はカタニンのチューブリンに対する親和性や、他のカタニン分子に対する親和性も低下させると予測されており、カタニンのリング構造の解体と個々の不活化タンパク質のリサイクリングが引き起こされる。
カタニンによる微小管の切断は微小管を保護する微小管結合タンパク質（MAP）とp80サブユニットによって調節され（p80サブユニットの存在下でより効率的な微小管切断が行われる）、また細胞内のどの部位で活性化や破壊が起こるかによって異なる結果をもたらす。一例として、カタニンによる切断が中心体で生じた場合には、微小管は放出されて遊離する。抗カタニン抗体を細胞内へ注入すると、微小管は中心体周囲に大きく蓄積し、微小管の成長が阻害される。そのため、カタニンを介した切断は微小管の脱重合と効率的な運動を促進することで、細胞質の構成を維持する機能を果たしている可能性がある。細胞分裂時には、紡錘体極での切断によって微小管の遊離末端が作り出され、チューブリンの極方向への流れ（poleward flux）と微小管の短縮が引き起こされる。細胞質での微小管の切断は微小管のトレッドミリングと運動性を促進し、発生時に重要な役割を果たす。

## 細胞分裂における役割
カタニンによる微小管切断は、有糸分裂や減数分裂において重要な段階の1つとなっている。アフリカツメガエルXenopus laevisでは、カタニンがM期の微小管切断を担うことが示されている。細胞や紡錘体が細胞分裂の準備を行うためには、間期の微小管構造を解体することが必要となる。間期に微小管を切断から保護しているMAPが解離することで、カタニンの作用が可能となる。さらに、後期に姉妹染色分体の分離のために紡錘体微小管の解体が必要となった際、カタニンはその切断を担う。
線虫Caenorhabditis elegansの減数分裂時のカタニンの活性に関しても、同様の結果が得られている。C. elegansのmei-1、ｍei-2遺伝子はカタニンのp60、p80サブユニットに類似したタンパク質をコードすることが報告されている。抗体を用いた実験によってこれら2つのタンパク質は減数分裂時に紡錘体の微小管末端に局在することが示されており、またHeLa細胞で発現させた際にはこれらのタンパク質は微小管切断を開始する。これらの知見は、カタニンは有糸分裂と減数分裂の双方で、染色分体を紡錘体極へ分離するという同様の役割を果たしていることを示唆している。

## 発生における機能
カタニンは多くの生物で発生に重要である。カタニンの欠乏と過剰発現はどちらも軸索の成長に有害であり、そのため神経の適切な発生にはカタニンの細やかな調節が必要である。特に、カタニンが特定の細胞領域で微小管の切断を行うことで、微小管断片によるさまざまな成長経路の試行が可能となっている。蛍光標識したチューブリンのタイムラプスデジタルイメージングによって、神経発生時の軸索分岐点では成長円錐の一時停止と微小管の断片化が生じていることが示されている。
蛍光標識チューブリンを用いた同様の実験により、イモリの肺の発生時の遊走中の肺細胞のラメリポディアでは局所的な微小管断片化が観察されており、断片は進行中の細胞膜に対し直交して走ることで探索を補助している。断片化が局所的に生じることは、カタニンによる調節も特定の細胞領域に限定されている可能性を示唆している。また、シロイヌナズナArabidopsis thalianaのカタニンオルソログFra2の変異は、発生中の細胞壁に沿ったセルロース微小繊維の異常な蓄積をもたらす。この変異株は細胞の伸長が低下した表現型を示し、カタニンが広範囲の生物の発生に重要な役割を果たしていることを示唆している。

## 神経における機能
カタニンは神経系に豊富に存在することが知られている。他の器官と比較して神経系では2つのサブユニットの量比が大きく異なっており、微小管切断の制御には量比の調節が重要となる。単量体型p80サブユニットは神経の全ての区画に存在しており、その機能はカタニンの標的化にとどまらない。p80は中心体への標的化、p60サブユニットによる微小管切断作用の促進、そして切断の抑制といった、さまざまな機能を有する複数のドメインを持つ。神経系に豊富に存在するカタニンは軸索に沿って移動することが示されている。軸索の分岐点やの成長円錐では、微小管の切断が生じる。神経系におけるカタニンの分布は、微小管の長さや数の調節、中心体からの放出といった現象の理解に役立つと考えられている。
カタニンは、他のタンパク質のリン酸化によって調節されると考えられている。また、微小管の屈曲はカタニンのアクセス性を高め、切断を促進する。

## 植物における機能
カタニンは高等植物においても類似した機能を有することが知られている。植物細胞の形状と構造は、強固な細胞壁によって形成さる。細胞壁には高度に組織化されたセルロースが含まれ、微小管は形成中の繊維の蓄積をガイドすることでその配向に影響を及ぼす。細胞内のセルロース微小繊維の配向は微小管によって決定され、微小管は細胞伸長の主軸に直交する方向に整列している。植物細胞は典型的な中心体を欠いており、カタニンはpre-prophaseと前期の間、紡錘体微小管が形成される部位である核膜に蓄積する。
細胞伸長の間、細胞の長さの増大とともに微小管は常にその配向を調節していく必要がある。こうした微小管構成の持続的な変化は、微小管の迅速な脱重合、重合、そして移動によって行われていると考えられている。植物のカタニンホモログの変異によってこうした微小管構成の遷移に変化が生じ、その結果セルロースやヘミセルロースの適切な蓄積が起こらなくなることが示されている。
植物にはp80調節サブユニットのホモログは存在しない。そのため、植物におけるカタニンの機能の研究にはシロイヌナズナのp60サブユニット（At-p60）が用いられている。At-p60は、in vitroにおいてATP存在下で微小管を切断する。共沈降アッセイにより、At-p60は微小管と直接相互作用することが示されている。ATPアーゼ活性とチューブリンとの関係は非双曲線型である。チューブリン/At-p60比が低い状態ではATPの加水分解は刺激され、高い状態では阻害される。また低比ではカタニンサブユニットとの相互作用が促進され、高比では阻害される。動物のカタニンと同様、At-p60もオリゴマー化することが示されている。動物のp60はN末端領域を介して微小管との相互作用を行うが、この領域は植物と動物の間で保存性は低い。